# Lulu Schwartz
Lulu Schwartz, nascida Stephen A. Schwartz (Columbus, 9 de setembro de 1948) e também conhecida anteriormente como Stephen Suleyman Schwartz, é uma jornalista, colunista e autora sufi americana. Ela foi editora-chefe em uma variedade de mídias, incluindo The Wall Street Journal. Schwartz trabalhou como consultora política sênior e ocupou o cargo de diretora do "Projeto Islã e Democracia" na Fundação para a Defesa das Democracias (FDD), um grupo de reflexão neoconservador sediado em Washington, D.C. Schwartz também é a fundadora e diretora executiva do Centro para o Pluralismo Islâmico sediado em Washington, D.C e atuou como membro do Conselho Editorial da Folks Magazine de 2011 a 2012.
Estudante do sufismo desde a década de 1960, Schwartz é adepta da escola Hanafi do islamismo desde 1997. Schwartz foi uma figura-chave no movimento neoconservador que teve considerável influência na administração de George W. Bush. As críticas de Schwartz ao fundamentalismo islâmico, especialmente ao movimento wahabita dentro do islamismo sunita, geraram controvérsia. Ao lado do escritor neoconservador Daniel Pipes, Schwartz foi uma grande crítica do islamismo e descreveu os islamistas como a nova nêmesis ideológica do Ocidente após a queda da Alemanha nazista e da União Soviética.
Fortemente crítica do governo do Partido da Justiça e Desenvolvimento na Turquia, Schwartz descreveu-a como uma ameaça pan-islâmica hostil após o incidente do ataque à Flotilha de Gaza em 2010. Schwartz também condenou o governo iraniano, afirmando que a academia americana está sendo ameaçada pela infiltração de agentes estatais pró-Khomeinistas do Irã. As obras de Schwartz também tiveram uma grande influência nas facções neoconservadoras que favorecem o rompimento das relações entre a Arábia Saudita e os EUA e pressionam os responsáveis pela política externa dos EUA a tomarem uma posição hostil contra o governo saudita.

## Primeiros anos
Filha de Horace Schwartz, um livreiro independente judeu, e de Eileene M. Schwartz, uma assistente social de carreira e filha de um ministro protestante, Schwartz nasceu em Columbus, Ohio. Posteriormente, ela descreveu Horace e Eileene como "esquerdistas radicais e bastante anti-religiosos", Horace como um "companheiro de viagem" e Eileene como um membro do Partido Comunista. Schwartz foi batizada na igreja presbiteriana quando criança.
A família mudou-se para São Francisco em 1951, onde Horace tornou-se um agente literário e o irmão de Schwartz, Geoffrey, nasceu. Schwartz frequentou a Lowell High School e se filiou ao comunismo leninista até 1984.

## Carreira
Após concluir os estudos, Schwartz tornou-se membro do Sindicato dos Marinheiros do Pacífico e foi cofundadora de um pequeno grupo semi-trotskista, o FOCUS.
O jornal San Francisco Bay Guardian escreveu sobre Schwartz em 1989: "Como ela própria admite prontamente, Schwartz fez muitos inimigos ao longo dos anos, ao realizar uma série de saltos ideológicos vertiginosos: dos Trabalhadores Industriais do Mundo ao encontro com Oliver North e o Grupo de Divulgação sobre a América Central no porão da Casa Branca, de minúsculas seitas trotskistas reunidas em cafés de North Beach a atuar como representante de imprensa dos EUA para um líder Contra.
Na década de 1990, Schwartz passou uma década como redatora do periódico San Francisco Chronicle e foi membro do sindicato local do Chronicle, uma filial do Newspaper Guild. Durante o bombardeamento da Sérvia pela NATO, ela publicou um artigo no Chronicle acusando os sérvios de inúmeros crimes, ao mesmo tempo que absolvia os albaneses e o Exército de Libertação do Kosovo (em inglês: KLA) de toda a responsabilidade e descartava todos os argumentos sérvios como mera propaganda. O artigo foi criticado pelo jornalista Robert W. Merry por ser exclusivamente tendencioso e altamente impreciso.
No final de 1997, Schwartz converteu-se ao islamismo. Em 1999, ela deixou o Chronicle e mudou-se para Sarajevo, Bósnia e Herzegovina, onde viveu pelos próximos 18 meses.
Enquanto estava na Bósnia, Schwartz publicou o livro pró-albanês "Kosovo: Background to a War". Foi criticado pelo historiador Robert C. Austin por sua escrita fraca e polêmica e por ser "decididamente tendenciosa em favor da comunidade albanesa no Kosovo", que concluiu que "Quando tenta ser um historiador, Schwartz está no seu pior".
Schwartz também apoiou a Guerra do Iraque.
Em 25 de março de 2005, Schwartz lançou o Centro para o Pluralismo Islâmico. O centro é uma organização sem fins lucrativos sediada em Washington, D.C., com Schwartz como diretora executiva.
Em 2020, sob o nome de Stephen (Lulu) Schwartz, Schwartz concorreu ao Conselho de Supervisores de São Francisco no Distrito 3. Ela ficou em quarto lugar, com 1 374 votos (4,82% dos votos). O vencedor foi Aaron Peskin.

## Vida pessoal
Em 2017, Schwartz se assumiu como uma mulher transgênera, usando os nomes Ashk Lejla e Lulu.

## Obras publicadas
- A Sleepwalker's Guide to San Francisco: Poems from Three Lustra, 1966–1981 (em inglês). São Francisco: La Santa Espina, 1983.
- Brotherhood of the Sea: A History of the Sailors’ Union of the Pacific (em inglês). Nova Brunswick, NJ: Transaction Books, 1986.  .
- Spanish Marxism vs. Soviet Communism: A History of the P.O.U.M (em inglês), com Victor Alba. Nova Brunswick, NJ: Transaction Books, 1988. ISBN 0-88738-198-7 ISBN 0-88738-198-7.
- A Strange Silence: The Emergence of Democracy in Nicaragua (em inglês). São Francisco: ICS Press, 1992. ISBN 1-55815-071-4 ISBN 1-55815-071-4.
- From West to East: California and the Making of the American Mind (em inglês). Nova Iorque: The Free Press, 1998. ISBN 0-684-83134-1 ISBN 0-684-83134-1.
- Kosovo: Background to a War (em inglês). Londres: Anthem Press, 2000. ISBN 1-898855-56-0 ISBN 1-898855-56-0
- Intellectuals and Assassins: Writings at the End of Soviet Communism (em inglês). Nova Iorque: Anthem Press, 2001.ISBN 1-898855-55-2 ISBN 1-898855-55-2.
- The Two Faces of Islam: The House of Sa'ud from Tradition to Terror (em inglês). Nova Iorque: Doubleday, 2002. ISBN 0-385-50692-9 ISBN 0-385-50692-9.[25]
- An Activist's Guide to Arab and Muslim Campus and Community Organizations in North America (em inglês). Los Angeles: Centro de Estudos da Cultura Popular, 2003. ISBN 9781886442344
- Sarajevo Rose: A Balkan Jewish Notebook (em inglês). Londres: Saqi Books, 2005. ISBN 0-86356-592-1 ISBN 0-86356-592-1.
- Is It Good for the Jews?: The Crisis of America's Israel Lobby (em inglês). Nova York: Doubleday, 2006. ISBN 0-385-51025-X ISBN 0-385-51025-X.
- The Other Islam: Sufism and the Road to Global Harmony (em inglês). Nova York: Doubleday, 2008. ISBN 0-385-51819-6 ISBN 0-385-51819-6.